# Sceloenopla major
Sceloenopla major es una especie de insecto coleóptero de la familia Chrysomelidae. Fue descrita científicamente en 1929 por Pic.